# Veliki komet iz leta 770
Véliki komet iz leta 770 (oznaka C/770 K1) je komet, ki so ga opazili 26. maja leta 770 .
Nazadnje so ga videli 9. junija leta 770.
Opazovali so ga lahko 44 dni. Njegova tirnica je bila parabolična, njen naklon pa 117°. Prisončje se je nahajalo na oddaljenosti 0,580 a.e. od Sonca.  Skozi prisončje je letel 5. junija 770 .